# Alpha Tucanae
 (juin 2025).
Si vous disposez d'ouvrages ou d'articles de référence ou si vous connaissez des sites web de qualité traitant du thème abordé ici, merci de compléter l'article en donnant les références utiles à sa vérifiabilité et en les liant à la section « Notes et références ».
Désignations
Alpha Tucanae (α Tuc / α Tucanae), aussi nommée officiellement Lang-Exster, est l'étoile la plus brillante de la constellation du Toucan.
Alpha Tucanae est une étoile binaire. La composante primaire, Alpha Tucanae A, est une géante orange de type K ayant une magnitude apparente de +2,87. Elle est située à environ 200 années-lumière de la Terre. Le système est une binaire spectroscopique, ce qui signifie que l'étoile compagne n'a pas été observée directement, mais sa présence a été déduite des mesures des variations du mouvement propre de la primaire. La période orbitale du système binaire est de 11,5 ans.